# Eugoa sexpuncta
Eugoa sexpuncta là một loài bướm đêm thuộc phân họ Arctiinae, họ Erebidae.